# Cratere Gilbert (Luna)
Gilbert è un grande cratere lunare di 100,25 km situato nella parte sud-orientale della faccia visibile della Luna, a nordovest del cratere Kästner e a ovest del Mare Smythii. Trovandosi in prossimità del terminatore, il cratere appare distorto dalla prospettiva e le osservazioni non possono coglierne tutti i dettagli.
Nelle vicinanze sono presenti diversi crateri satellite che hanno successivamente ricevuto dei nomi propri dalla IAU. Quasi adiacente al bordo nord-nordest è presente i crateri Weierstrass (Gilbert N) e Van Vleck (Gilbert M). Nella parte nordorientale del fondo interno è presente il piccolo cratere Geissler (Gilbert D).
Il cratere Gilbert è piuttosto degradato, con un bordo esterno che è stato modificato nel tempo da vari impatti. Il bordo meridionale è quasi completamente distrutto, e forma una superficie che si estende verso sud. La coppia di crateri Weierstrass e Van Vleck hanno modificato il bordo a nordest, mentre il cratere 'Gilbert S' si è sovrapposto al bordo nordovest. Il fondo è relativamente livellato con piccole creste che si distendono dal centro verso la parte meridionale.
Il cratere è dedicato al geologo statunitense Grove Karl Gilbert e al fisico inglese William Gilbert.

## Crateri correlati
Alcuni crateri minori situati in prossimità di Gilbert sono convenzionalmente identificati, sulle mappe lunari, attraverso una lettera associata al nome.
| Gilbert | Coordinate           | Diametro (in km) |
| ------- | -------------------- | ---------------- |
| J       | 4°19′12″S 72°39′36″E | 35,44            |
| K       | 5°40′48″S 73°10′12″E | 39,36            |
| P       | 0°51′00″S 75°31′48″E | 19,53            |
| S       | 1°47′24″S 75°31′48″E | 17,27            |
| V       | 1°17′24″S 79°45′36″E | 15,82            |
| W       | 1°06′36″S 78°49′12″E | 21,78            |

I seguenti crateri minori sono stati rinominati dalla IAU:
- Gilbert D — cratere Geissler
- Gilbert M — cratere Van Vleck
- Gilbert N — cratere Weierstrass
- Gilbert U — cratere Avery